# 대구컨벤션관광뷰로
대구컨벤션뷰로는 컨벤션의 유치 및 개최지원을 위한 홍보, 섭외, 교류, 조사, 연구 등의 활동을 통하여 지역 컨벤션산업 발전과 관광 산업 진흥에 기여할 목적으로 2003년 4월 1일 설립된 대한민국 문화체육관광부 소관의 사단법인이다. 사무실은 대구광역시 북구 유통단지로14길 17에 있다.

## 연혁
- 2002년 9월 : DCVB 설립추진위원회 발족
- 2003년 1월 : 대구지역 민·관 합동으로 '대구컨벤션뷰로' 설립
- 2003년 4월 : 문화관광부 허가, 법인등기 및 사무실 개소
- 2003년 5월 : 2003 대구컨벤션아카데미 운영
- 2005년 12월 : 공익성 기부금 지정단체로 등록
- 2007년 : 2010 세계소방관경기대회 유치 성공
- 2014년 3월 : 법인명을 '대구컨벤션관광뷰로'로 변경

## 주요 사업
- 컨벤션 및 관광객 유치를 위한 홍보 및 섭외 활동
- 컨벤션 유치 및 개최자에 대한 지원활동
- 도시브랜드사업 및 홍보
- 지역 관광마케팅 사업
- 컨벤션에 관한 조사연구 및 각종 자료의 수집 또는 간행
- 지역의 컨벤션 개최환경 홍보를 위한 각종 자료의 제작 및 전파
- 컨벤션관련 국내외 기구 가입 및 교류증진 활동
- 컨벤션 참가자들의 편의를 위한 각종 서비스 제공
- 컨벤션 관련 교육 및 학술 프로그램 개설운영
- 정부, 지자체, 국제기구, 공공기관 및 단체 등으로부터의 수탁사업 수행 등